# Aceleración de curso

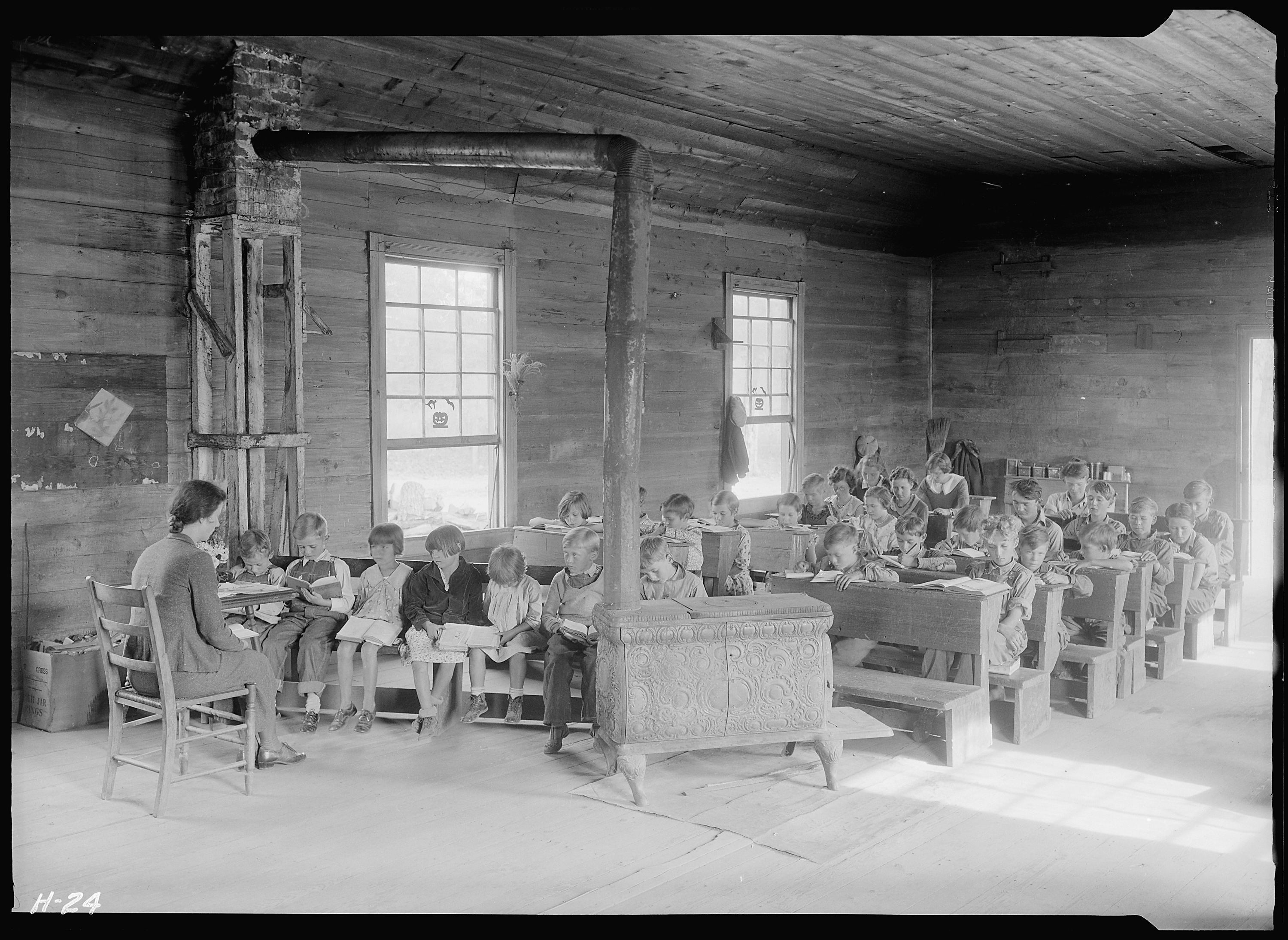
Una escuela unitaria, donde se enseña a estudiantes de distintas edades en una misma aula.

La aceleración de curso o aceleración académica consiste en, dentro de un programa educativo, emplazar a uno o varios estudiantes en un curso superior al que les correspondería por edad. Esto se hace porque, dadas las características de los estudiantes, se considera que les beneficiará. Los estudiantes no necesitan ser superdotados, pero la aceleración se ha descrito como una "necesidad fundamental" para los estudiantes superdotados, ya que les proporciona material apropiado para su nivel. Aunque la aceleración de curso se practica en todo el mundo, la mayor parte de la investigación educativa sobre ella se ha realizado dentro de los Estados Unidos.

## Impacto
En general, se ha descubierto que los programas de aceleración académica bien administrados son muy beneficiosos para los estudiantes (al contrario que la repetición de curso, que no funciona). Por ejemplo, los estudiantes acelerados superan a sus compañeros de la misma edad en varios parámetros, como las calificaciones académicas, los logros profesionales y las evaluaciones de desempeño. Esta buena administración implica garantizar la preparación de los estudiantes, tanto académica como socioemocional, y brindarles el apoyo y los recursos necesarios. Los programas de aceleración de cohortes, en los que varios estudiantes aceleran juntos al mismo tiempo, a menudo son especialmente eficaces.
Sin embargo, los programas de aceleración a menudo se enfrentan a dificultades, porque muchos profesores, administradores académicos y padres no creen en sus beneficios. Esto se debe a que los programas de formación docente no suelen incluir la aceleración, a pesar de que existen décadas de investigación que demuestran que es una opción educativa exitosa para los estudiantes talentosos. Los adultos que han experimentado ellos mismos la aceleración, sin embargo, tienden a estar muy bien dispuestos hacia ella.
El influyente informe estadounidense de 2004 Una nación engañada (deceived) enumeró 20 beneficios de la aceleración de curso, que se pueden resumir en 4 puntos clave:
1. La aceleración académica proporciona mayores beneficios para los estudiantes talentosos que cualquier otro enfoque, como la instrucción diferenciada o el enriquecimiento.
2. La investigación no ha proporcionado evidencia de desajuste social o emocional debido a la aceleración. Los estudiantes acelerados están tan bien adaptados socialmente como sus compañeros de clase no acelerados.
3. La aceleración académica contribuye a satisfacer las necesidades sociales y emocionales de un superdotado al proporcionarle un grupo de compañeros en el que encaja mejor.
4. No acelerar a un estudiante al que le vendría bien puede tener efectos adversos en su motivación y productividad, e incluso llevarlo al abandono escolar .

El seguimiento de 2015 a ese informe, Una nación empoderada, destaca la investigación realizada en los 10 años anteriores y proporciona más evidencia de que la aceleración académica, cuando se aplica correctamente, puede ser muy beneficiosa para los estudiantes superdotados.

## Investigación sobre aceleración de curso
Una de las principales preocupaciones sobre la aceleración es el impacto en la socialización. Un estudio longitudinal, realizado durante 35 años y publicado en 2020 en el Journal of Educational Psychology a partir del Estudio de jóvenes matemáticamente precoces de Vanderbilt, encuentra que la aceleración tiene efectos positivos a largo plazo en el bienestar de los jóvenes que se beneficiaron de ella, como saltar cursos, graduarse antes, o una combinación de métodos avanzados de emplazamiento educativo. De hecho, los autores del estudio afirman que dicha preocupación es infundada.

## Tipos
Hay al menos 18 formas de aceleración académica.
- Aceleración en la universidad

El estudiante completa 2 o más especializaciones en un total de 4 años u obtiene un título avanzado junto con una licenciatura, o en lugar de ella. La aceleración académica también ocurre a nivel de posgrado y profesional, con programas de doble titulación y programas combinados de licenciatura y profesional, como los programas JD acelerados .
- Emplazamiento avanzado

Advanced Placement (literalmente "emplazamiento avanzado" o "colocación avanzada") es un programa exclusivo de los Estados Unidos y Canadá, originalmente desarrollado por el Fondo para el Avance de la Educación y ahora administrado por el College Board.
- Inscripción simultánea, doble o dual

En la inscripción doble, el estudiante está inscrito simultáneamente en dos instituciones académicamente relacionadas, más comúnmente una escuela secundaria y un colegio universitario o universidad. Un subtipo de inscripción dual es la inscripción concurrente, en la que el estudiante recibe simultáneamente créditos de la enseñanza secundaria y de la universidad para un solo curso. Los programas de inscripción dual permiten que los estudiantes se gradúen antes de tiempo, o ingresen en la universidad con una posición avanzada.
- Clases combinadas

Una clase combinada es la que combina alumnos de 2 cursos adyacentes. Si bien no es, en sí misma, una práctica diseñada para la aceleración, en algunos casos esta ubicación puede permitir que los estudiantes más jóvenes interactúen académica y socialmente con sus compañeros mayores.
- Progreso continuo

En la educación de progreso continuo, el estudiante recibe contenido progresivamente a medida que completa y domina el contenido anterior, pasando a material más avanzado tan pronto como está listo para ello.
- Compactación curricular

La compactación del currículo implica analizar una unidad curricular, determinar qué partes ya domina el estudiante y proporcionar estrategias de reemplazo para que el estudiante pueda completar la unidad sin repetir este material que ya maneja. En un currículo compactado, la instrucción del estudiante implica reducir las cantidades de actividades introductorias, ejercicios y práctica. Las experiencias de instrucción también pueden basarse en relativamente menos objetivos de enseñanza si se comparan con los del plan de estudios general. El tiempo ganado puede usarse para enseñar contenido más avanzado o para participar en actividades extraescolares. La compactación curricular no solo ahorra tiempo a los estudiantes superdotados, sino que también reduce la probabilidad de que caigan en el aburrimiento o la apatía.
- Educación a distancia

Al igual que con la aceleración extracurricular, cuando se usan cursos a distancia o por correspondencia, el estudiante se inscribe en cursos que se le proporcionan fuera de la instrucción escolar normal. La instrucción tradicional se realizaba por correo postal, pero cada vez se utilizan más los cursos en línea. El aprovechamiento eficaz del aprendizaje a distancia requiere un alto grado de independencia y motivación.
- Graduación anticipada de la enseñanza secundaria o de la universidad

En la graduación anticipada, el estudiante acelerado obtiene su certificado de enseñanza secundaria o su título universitario en 3 años y medio o menos. Por lo general, esto se logra aumentando la cantidad de cursos realizados cada año, pero también se puede conseguir a través de la inscripción concurrente, de cursos extracurriculares o de la enseñanza por correspondencia. Sin embargo, en los Estados Unidos, algunos estados no permiten la graduación anticipada.
- Ingreso anticipado en la universidad

El ingreso anticipado en la universidad, a veces llamado "admisión temprana" (early admission), es la práctica de permitir que los estudiantes de secundaria ingresen en la universidad uno o más años antes de la edad normal, a veces sin obtener su diploma de enseñanza secundaria. En algunos casos, esto se hace individualmente, y muchas universidades y colegios permiten tales admisiones caso por caso. Sin embargo, también se hace a menudo como parte de un programa de aceleración de cohorte, en el que muchos de estos estudiantes son acelerados a la universidad juntos al mismo tiempo. Estos programas pueden proporcionar a sus estudiantes una red de apoyo social y ayuda para lidiar con el ajuste.

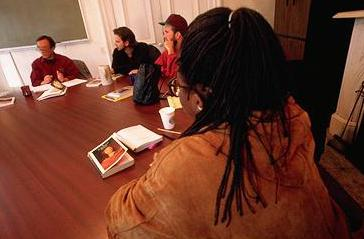
Una clase de discusión en Shimer College, que ha ofrecido un programa de ingreso anticipado desde 1950.

Los programas de ingreso anticipado toman varias formas. Algunos, como la Academia Avanzada de Georgia y la Escuela Clarkson, son programas especiales dentro de universidades más grandes. En otros, como el Programa de ingreso anticipado en Shimer College y el Programa de ingreso anticipado en CSULA, los ingresantes anticipados estudian junto a estudiantes universitarios tradicionales. Bard College en Simon's Rock es una universidad de 4 años diseñada exclusivamente para estudiantes acelerados.
- Admisión anticipada en educación preescolar

En la admisión temprana a la educación preescolar (también denominada infantil, parvularia o inicial), los niños ingresan antes de la edad mínima establecida. Esta forma de aceleración plantea menos obstáculos que otras, ya que coloca al estudiante en un grupo de compañeros con el que es probable que permanezca durante algún tiempo. En muchos distritos escolares de EE. UU., la admisión anticipada requiere una evaluación, que puede incluir una clase simulada para probar la preparación emocional.

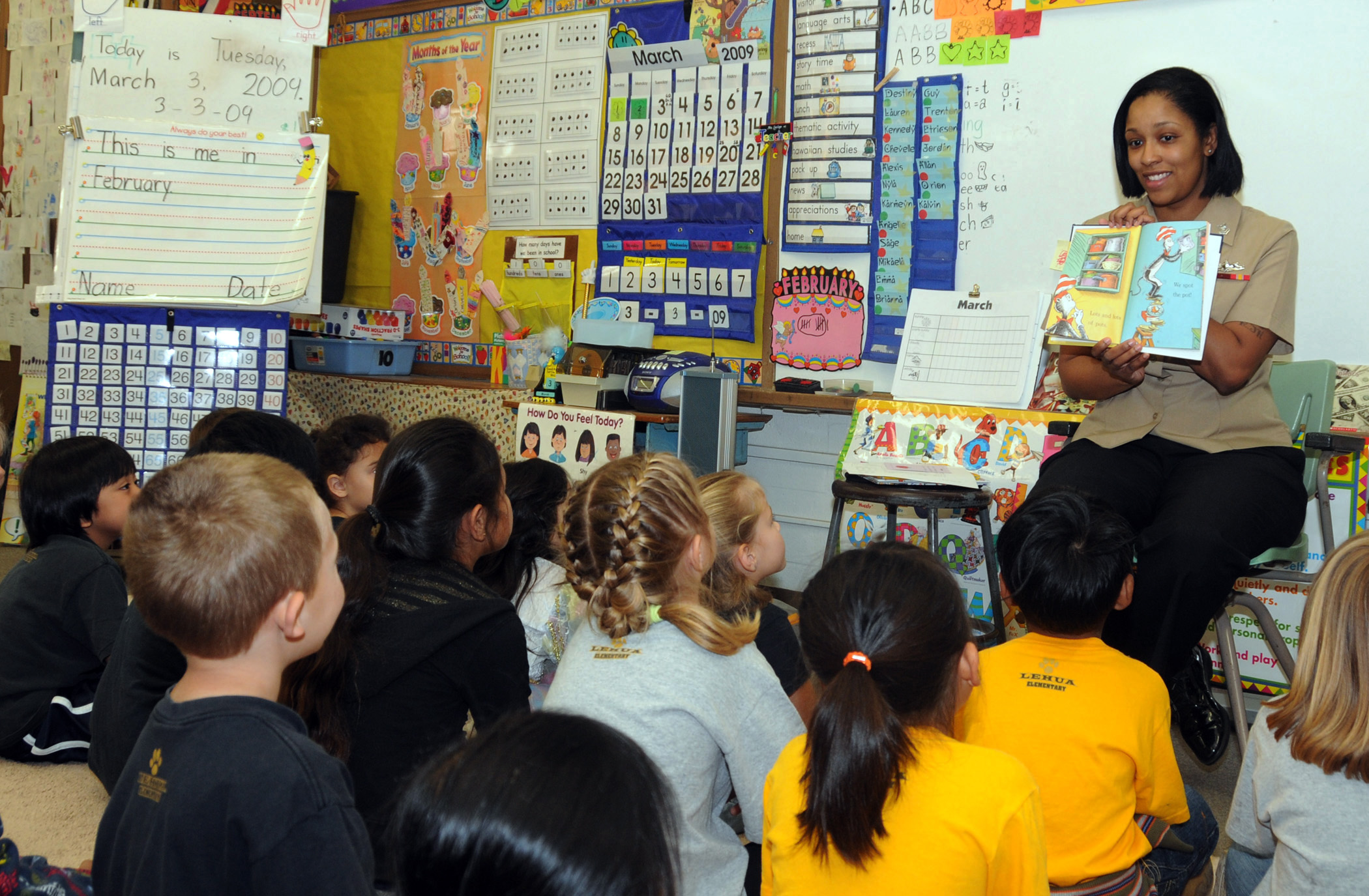
Una clase de guardería

- Admisión anticipada en el primer curso de educación primaria

Ocurre a menudo cuando no se permite la admisión anticipada en la educación preescolar. Esta práctica puede ser el resultado de saltarse la educación preescolar o de acelerar al estudiante desde la educación preescolar a lo que sería su primer año de educación primaria. Sin embargo, los administradores escolares de EE. UU. se resisten a menudo al enfoque de saltarse por completo la educación preescolar.
- Ingreso anticipado en el centro de secundaria

Evita al estudiante quedarse atascado en el "patrón de espera" de este nivel académico.
- Salto de curso

Una de las formas más conocidas de aceleración académica es subir al estudiante de curso, normalmente uno (pueden ser más, pero es muy inhabitual). Cuando el salto de curso no sea apropiado, se pueden recomendar otras formas de aceleración en su lugar. Una forma de determinar si saltarse un curso es apropiado para un estudiante es la Escala de aceleración de Iowa (IAS por sus siglas en inglés), basada en investigaciones y que en 2009 entró en su tercera edición. En particular, la IAS identifica 4 situaciones en las cuales saltarse un curso es imprudente:
1. Si el cociente de inteligencia del alumno es inferior a 120 (es decir, menos de una desviación típica por encima de la media)[30]
2. Si el estudiante tiene un hermano en su mismo curso
3. Si el estudiante tiene un hermano en el curso al que aceleraría
4. Si el estudiante no quiere saltarse un curso

- Programas extracurriculares

En la aceleración extracurricular, los estudiantes se inscriben en programas de fin de semana, después de clase, o de verano, que proporcionan enseñanza avanzada o créditos. En algunos casos, esto permitirá una aceleración especialmente radical en el contenido, como un estudiante de primaria que recibe clases universitarias.
- Instrucción a su propio ritmo

En la instrucción a su propio ritmo, el estudiante avanza a través de actividades de aprendizaje con la velocidad que desea. La instrucción a su propio ritmo difiere de la instrucción de progreso continuo en que el estudiante tiene un mayor grado de control.
- Créditos por examen

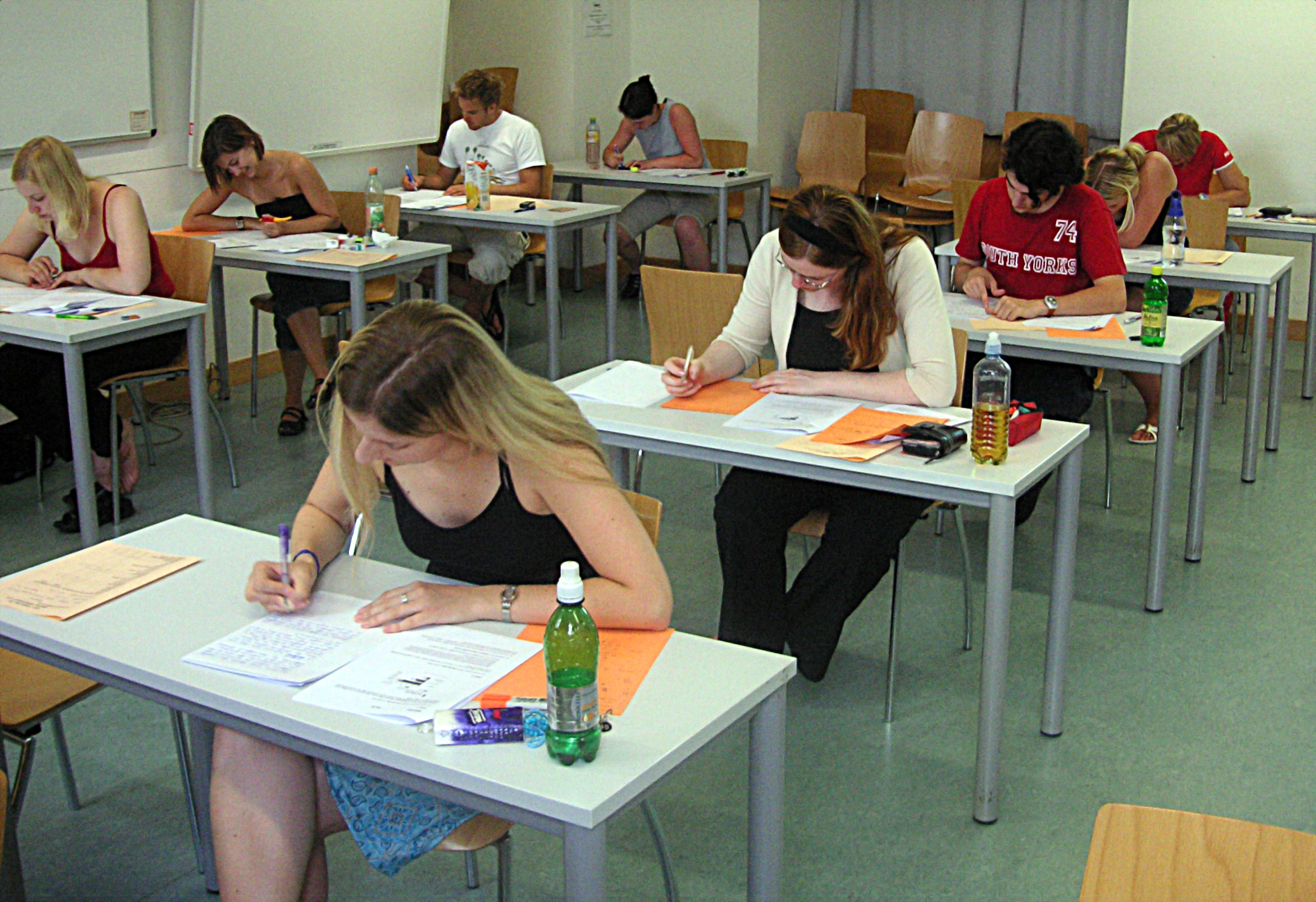
Estudiantes examinándose en la Universidad de Viena

A menudo denominado "puesta a prueba" (testing out), los créditos por examen implican otorgar a un estudiante créditos académicos avanzados (por ejemplo, en la enseñanza secundaria o la universidad) por superar determinados exámenes. Los estudios realizados sobre universitarios superdotados sugieren que esto puede tener efectos ligeramente negativos en su bienestar psicológico.
- Aulas multiedad

Las aulas con estudiantes de diversas edades, habituales en zonas de poca población, permiten adscribir a los estudiantes superdotados a grupos de estudiantes de mayor edad, por encajar mejor el nivel académico. También crean oportunidades para la instrucción entre compañeros, lo que lleva a una mayor autoestima en los estudiantes superdotados.
- Currículo telescópico

En un currículo telescópico, el estudiante acelerado recibe instrucción que implica menos tiempo de lo normal (por ejemplo, completar en un semestre un curso de un año, o 3 años de escuela intermedia en solamente 2). El currículo telescópico difiere de la compactación del currículo en que el tiempo que se ahorra al resulta en la colocación en cursos superiores.
- Aceleración por materias

Esta práctica consiste en emplazar a los estudiantes acelerados en cursos superiores a los que les corresponderían por edad solo durante una parte del día académico. La aceleración por materias requiere la cooperación de los profesores para que el estudiante no se vea obligado a cursar de nuevo contenidos que ya sabe. Los puntos clave de la aceleración por materias incluyen los créditos y el emplazamiento. El estudiante debe recibir créditos por el trabajo completado y, cuando complete un curso, debe ser inscrito en el siguiente nivel. Se proporciona más información sobre la aceleración por materias en el sitio web del Instituto de Aceleración.
- Mentoría

En la mentoría (mentoring, también traducible por tutoría, pero, por un lado, la tutoría de un alumno —superdotado o normal— suele llevarla a cabo su profesor, y es una actividad habitual durante el curso; por otro lado, tutor es un término legal con otros significados; mentoría no marca quién la realiza) se empareja a un estudiante con un mentor que proporciona un ritmo de instrucción más avanzado. La mentoría de superdotados de secundaria por parte de adultos exitosos a menudo tiene efectos beneficiosos a largo plazo, incluido que el superdotado se centre mejor en sus metas profesionales. Los efectos en la carrera profesional son especialmente pronunciados para las mujeres.

## Toma de decisiones sobre la aceleración
Se han desarrollado varias herramientas para ayudar a los educadores y las familias a tomar decisiones sobre la aceleración de curso.
- El sitio web del Acceleration Institute proporciona muchos recursos sobre aceleración, incluidos artículos de investigación, recursos gratuitos y otra información útil para padres, educadores, legisladores e investigadores.
- La Escala de aceleración de Iowa[38] es una herramienta de papel y lápiz diseñada para ayudar a los educadores a recopilar información relevante y realizar una reunión de equipo con educadores, administradores y padres para determinar si la aceleración (específicamente, saltarse un curso) es una buena opción para un alumno concreto.
- El Sistema Integrado de Aceleración, lanzado en 2021, es una plataforma en línea que ayuda a los educadores y las familias en la toma de decisiones sobre aceleración.[39] Guía a los participantes a través de la integración de información. Basado en décadas de investigación, incluye los principales factores que se deben considerar al tomar una decisión y elabora un informe sobre la preparación para cada una de las muchas formas de aceleración, incluidas la omisión de grado, el ingreso temprano al jardín de infancia, la aceleración de materias y el ingreso temprano. a la Universidad.
- Las pruebas por encima del nivel, en las que un candidato a acelerar realiza una prueba diseñada para estudiantes mayores, se usan con frecuencia para determinar su preparación.[40]
- La política educativa ayuda a garantizar que la aceleración se ofrezca a todos los estudiantes que podrían beneficiarse de ella, no solo a aquellos cuyos padres los defienden. Puede encontrarse información sobre el desarrollo de políticas de aceleración académica en la publicación Desarrollo de políticas de aceleración académica: grado completo, ingreso temprano y materia única.[41]

## Desigualdades y críticas
La aceleración académica y los programas para superdotados se enfrentan a críticas generalizadas en Estados Unidos por la significativa y constante subrepresentación de los estudiantes de minorías, en particular afroamericana y latina. En 2009, los afroamericanos representaban el 16,7 % de los estudiantes de educación general, pero solo el 9,9 % de los estudiantes en programas para superdotados, mientras que los estudiantes latinos representaban el 22,3 % de la educación general, pero solo el 15,4 % de los programas para superdotados.
En la mayoría de los programas para superdotados, el primer paso es la recomendación de un profesor. Sin embargo, pocos profesores están capacitados en la identificación de superdotados, y por lo tanto confían en métricas académicas, que se consideran sesgadas hacia los estudiantes blancos debido a las desigualdades sistémicas en la evaluación de la inteligencia. Sin embargo los estudiantes de origen asiático no parecen sufrir este sesgo.
Una gran mayoría de los estados utiliza algún tipo de prueba estandarizada o de aptitud. Los estudiantes afroamericanos, latinos y nativos americanos obtienen constantemente puntuaciones más bajas por razones culturales e institucionales.
Se han propuesto y probado numerosas posibles soluciones potenciales con diversos grados de éxito y continuación. Los sesgos implícitos y las diferencias culturales contribuyen a la categorización errónea o al descuido de los estudiantes no blancos. La formación del profesorado en sesgos raciales e identificación cultural puede disminuir esta discrepancia. Además, las pruebas y evaluaciones universales aumentan la representación de las minorías, pero pueden enfrentarse a importantes limitaciones de recursos. Sin embargo, la teoría de las inteligencias múltiples ahora también ha llevado a que se eliminen las pruebas del cociente intelectual como una medida estándar de la superdotación. Las pruebas de cociente intelectual priorizan un conjunto binario de factores de inteligencia que a menudo descartan las expresiones experienciales y contextuales. Los intentos de disminuir la desigualdad racial en los programas de aceleración académica y educación para superdotados continúan en experimentos en los Estados Unidos.

## Políticas de aceleración académica
El Instituto de Aceleración incluye una sección sobre políticas estatales relevantes para la aceleración. Las políticas de los estados de Illinois,
Minnesota, Ohio y Wisconsin la permiten específicamente. El documento Desarrollo de políticas de aceleración académica ayuda a las escuelas y los distritos escolares a desarrollar políticas de aceleración justas y equitativas.

## Obras citadas
- Balchin, Tom; Hymer, Barry; Matthews, eds. (2013). The Routledge International Companion to Gifted Education. ISBN 978-1136028861.
- Brody, Linda E. (2004). Grouping and Acceleration Practices in Gifted Education. ISBN 1483363260.
- Callahan, Carolyn M.; Hertberg-Davis, Holly L. (2012). Fundamentals of Gifted Education: Considering Multiple Perspectives. ISBN 978-0415881494.
- Colangelo, Nicholas; Assouline, Susan (2009). «Acceleration: Meeting the Academic and Social Needs of Students».  En Shavinina, Larisa V., ed. International Handbook on Giftedness 1. pp. 1085-1098. ISBN 978-1402061622.
- Gilman, Barbara Jackson (2008). Academic Advocacy for Gifted Children: A Parent's Complete Guide. ISBN 978-0910707886.
- Kerr, Barbara (2009). Encyclopedia of Giftedness, Creativity, and Talent. ISBN 978-1452266121.
- Merrotsy, Peter (2008). «Acceleration».  En Salkind, Neil J., ed. Encyclopedia of Educational Psychology 1. pp. 4-7. ISBN 978-1452265834.
- Smutny, Joan Franklin; Walker, Sally; Meckstroth, Elizabeth A. Y. (2006). Acceleration for Gifted Learners, K-5. ISBN 1483364062.